# آقاجري (مقاطعة ديواندرة)
آقاجري (بالفارسية: آقاجری) هي قرية تقع في منطقة مركزية ريفية في إيران. يقدر عدد سكانها بـ 371 نسمة بحسب إحصاء 2016.